# Tadibastet (Troisième Période intermédiaire)
Tadibastet est une reine de la Troisième période intermédiaire liée à un roi Osorkon.

## Attestation
Tadibastet n'est connue que par une égide en électrum de Sekhmet provenant de Bubastis et exposée au Louvre. Sur l'égide, Tadibastet est appelée mwt-nTr ḥmt-nswt Tȝ-di-Bȝstt ˁnḫ-ti (« Mère divine, épouse du roi, Tadibastet, qu'elle vive »). À côté de cette inscription, une autre rapporte simplement « Fils de Rê, Osorkon, pour toujours ».

## Identification
Du fait de ses titres, cette reine est donc liée à un roi Osorkon. La première hypothèse a été de faire de Tadibastet la mère d'un roi Osorkon. Or, étant donné que seul Osorkon IV n'avait pas de mère connue, il a été supposé qu'elle était la mère de ce roi Osorkon IV,,. En conséquence, le roi Sheshonq V, vu comme le prédécesseur direct d'Osorkon IV, était également vu comme son père et l'époux de Tadibastet.
Cependant, cette reconstruction n'est pas acceptée par tous pour plusieurs raisons. Premièrement, Osorkon IV ne semble pas avoir succédé directement à Sheshonq V, le roi Pétoubastis II serait à intercaler entre les deux rois et serait surtout le premier roi de la XXIIIe dynastie. Deuxièmement, il n'est pas certain que le titre de « Mère divine » renvoie à un statut de mère du roi, et si ce titre ne renvoie pas à un tel statut, alors Tadibastet ne serait pas la mère du roi Osorkon mais son épouse.